# Christian Gormsen Biering
Christian Gormsen Biering (19. november 1731 i Hjallese – 28. december 1776) var en dansk bogtrykker og forfatter, der i 1772 grundlagde Kongelig Privilegerede Odense Adresse-Contoirs Efterretninger, senere kendt som Fyens Stiftstidende.
Biering blev student fra Odense Katedralskole i 1754 og lærte bogtrykkerfaget hos Hans Holck i København, der udgav en adresseavis og senere også en vejviser. Biering vendte senere tilbage til Odense og etablerede efter kongeligt privilegium et adressekontor i Nørregade i 1771. Året efter udgav han det første eksemplar af avisen, der først kun udkom en gang om ugen.
Biering var fra 1768 gift med Margrethe Catharine Adrian, som han i 1774 fik datteren Birgitte Jacobine med.